# 黎明站 (黑龙江省)
黎明站，位于哈尔滨市香坊区黎明乡，建于1984年，现隶属哈尔滨铁路局，为四等站。拉滨铁路经过此站，本站办理旅客乘降。办理货运业务为专用线，专用铁路整车到发业务。

## 邻近整车
平房站←黎明站→穆家沟所
1. ↑  铁道部电子计算技术中心, 铁道部运输局. . 北京: 中国铁道出版社. 1998: 158. ISBN 9787113030995.